# James Ellsworth De Kay
James Ellsworth De Kay (Lisboa, Portugal; 12 de octubre de 1792 - Oyster Bay, Nueva York; 21 de noviembre de 1851), alternativamente escrito DeKay o Dekay, fue un zoólogo estadounidense.

## Biografía
Nació en Lisboa, en 1792. Cuando tenía dos años de edad, su familia se trasladó a Nueva York; sus padres murieron cuando todavía era muy joven. Asistió a Yale de 1807 hasta 1812, pero fue expulsado antes de completar su carrera porque amenazó con un club a un tutor de la universidad. Más tarde, estudió medicina en la Universidad de Edimburgo, recibiendo su doctorado en 1819.

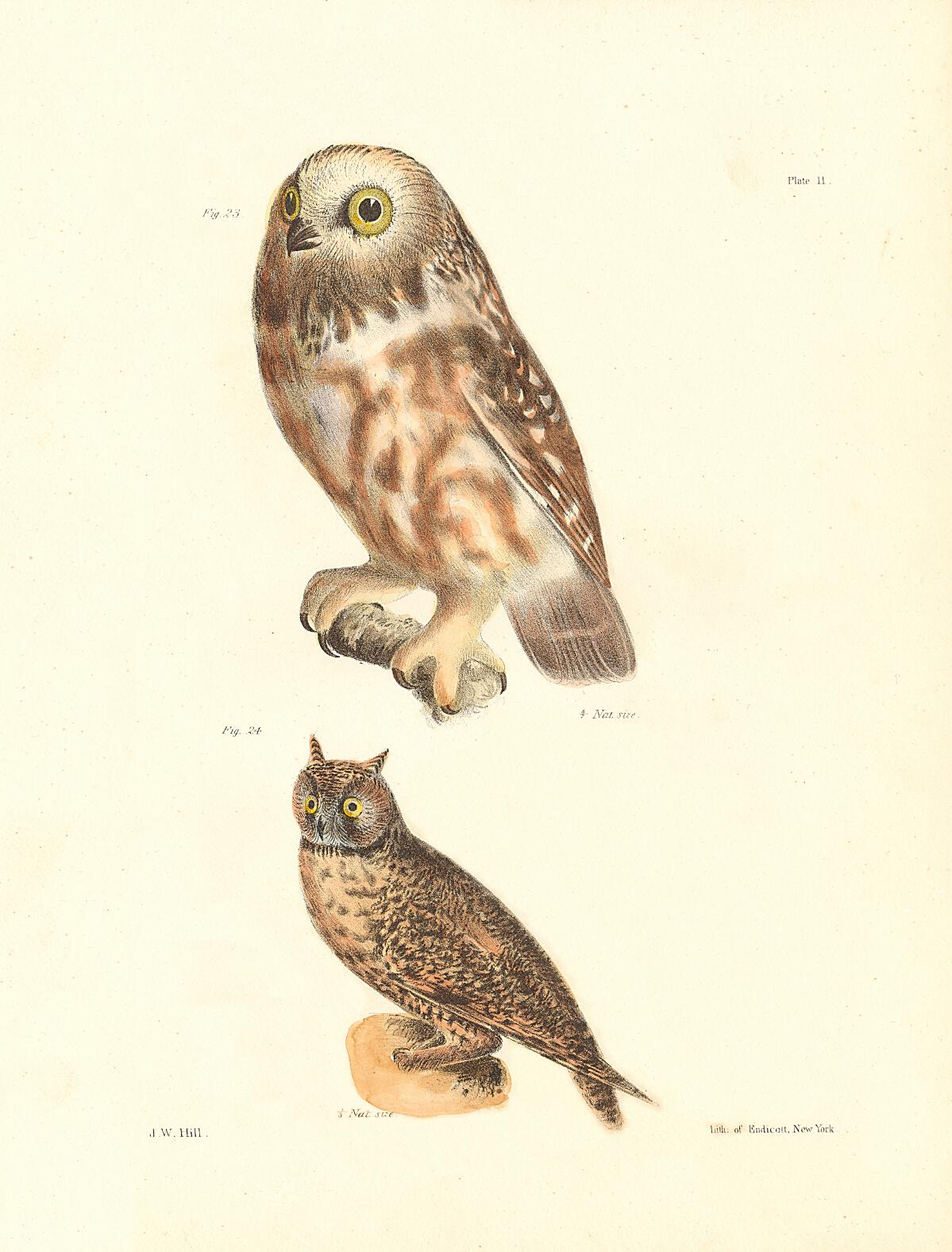
Lámina XI. Fig. 23: El mochuelo cabezón, Ulula acadica (conocido como la lechuza norteña, Aegolius acadicus); fig. 24: El búho chico (Otus americanus o Asio otus/Strix otus). Ilustrados por Hill en la Zoology of New York State.

Después de su regreso a los Estados Unidos, se casó con Janet Eckford, hija de Henry Eckford, un constructor de barcos. Posteriormente viajó con su padrastro a Turquía en calidad de médico de un buque, y publicó un libro, Sketches of Turkey in 1831 and 1832 («Bocetos de Turquía en 1831 y 1832»), sobre estos viajes. Aunque fue bien recibido como un entretenido diario de viaje, su libro ha sido criticado por ser muy antihelénico, así como cándido en algunas veces sobre las costumbres turcas. Él fue confiado de Eckford en negociaciones con Brasil y otras potencias de América del Sur, en relación con los buques de guerra que habían sido ordenados por este. En 1830, fue elegido en la National Academy of Design como académico honorario.
En 1833 su hermano, George Coleman De Kay, se casó con la única hija del poeta Joseph Rodman Drake, y entonces De Kay se hizo familiar de Drake, Fitz-Greene Halleck, William Cullen Bryant, y otros hombres literatos y científicos.
De Kay regresó a Oyster Bay, Nueva York, renunciando a la medicina para estudiar historia natural. En el brote de cólera en la ciudad de Nueva York, De Kay se apresuró a dar sus servicios a los afligidos, a pesar de que la práctica de su profesión le repugnaba. Él se involucró con el Servicio Geológico de Nueva York, que se inició en 1835. Como resultado, desde 1842 hasta 1844, publicó varios volúmenes de la Zoology of New York State, or the New-York Fauna («Zoología del Estado de Nueva York, o la fauna de Nueva York») cubriendo mamíferos, aves, reptiles, anfibios y peces. Este trabajo fue ilustrado por el pintor estadounidense de origen británico John William Hill. Hill y De Kay pasaron mucho tiempo en el campo. A finales del mes de abril de 1839, habían proporcionado descripciones y dibujos completos para 700 de los casi 2300 animales que se estima existen en Nueva York, y habían comenzado descripciones aproximadas de muchos más. Con el fin de representar mejor a los animales, desde un principio Hill y De Kay decidieron usar una cámara lúcida para los borradores de los dibujos. Los dibujos de aves de Hill en la Zoology of New York State de De Kay fueron significativos ya que representaban litografías coloreadas a mano que por primera vez se utilizaron para ilustrar un libro de pájaros estatales.
De Kay recolectó el primer espécimen de una especie de serpiente pequeña de color marrón, en Long Island, que fue nombrado por él como Storeria dekayi (Holbrook, 1836).
Falleció en Oyster Bay, en 1851.

### Bibliografía

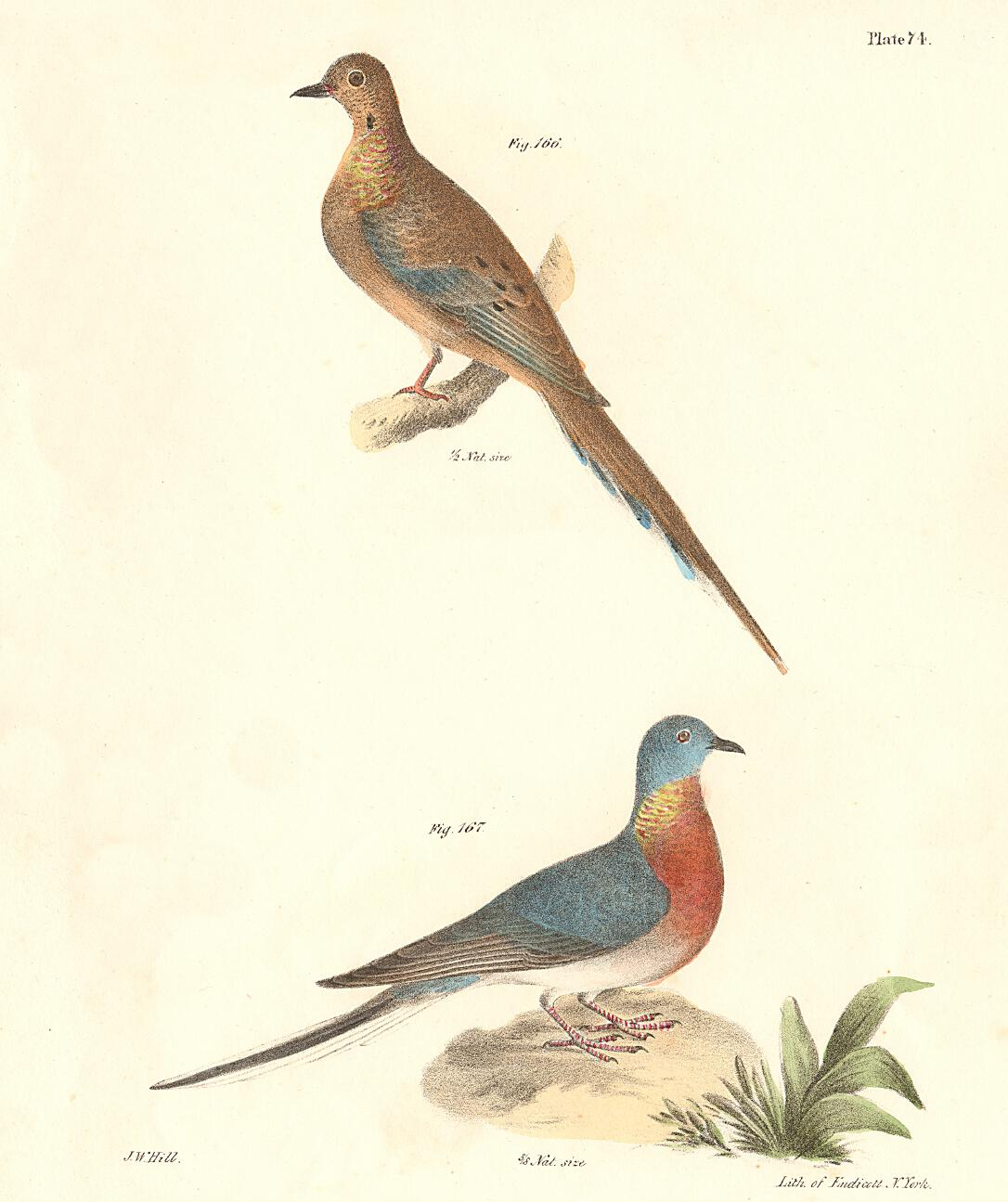
Lámina LXXIV. Fig. 166: La tórtola de Carolina, Ectopistes carolinensis (conocida como la huilota, Zenaida macroura); fig. 167: La paloma migratoria, Ectopistes migratoria (también conocida como paloma pasajera, Ectopistes migratorius)

## Galería
| |
| Lámina II. Fig. 3: El busardo calzado, Buteo sancti-joannis (conocido como ratonero calzado, Buteo lagopus); figuras 4 y 5: El azor común o azor septentrional (también conocido azor norteño, Accipiter gentilis) |

|                               |
| Lámina IXX. Figuras 307 y 308 |

| |
| Lámina XXXVII. Fig. 80: el zorzalito colirrufo (zorzal ermitaño o Catharus guttatus); fig. 81: el pájaro carnicero norteño, Lanius septentrionalis (no es probable que sea un Cracticus pero está reclasificado como un alcaudón como el picapuercos, Lanius excubitor) |

|                               |
| Lámina LXI. Figuras 140 y 141 |

|                                |
| Lámina LXIV. Figuras 146 y 147 |

|                                 |
| Lámina LXXVI. Figuras 172 y 173 |

|                                      |
| Lámina LXXXI. Figuras 184, 185 y 186 |

|                                  |
| Lámina LXXXII. Figuras 187 y 188 |

|                                 |
| Lámina CXIII. Figuras 250 y 251 |

|                                |
| Lámina CXXX. Figuras 285 y 286 |

| |
| Lámina CXXXVII. Fig. 299: El gran bribón, Colymbus glacialis (conocido como gran bribón septentrional, bribón común, Gavia immer); fig. 300: El bribón de garganta roja, Colymbus septentrionalis (conocido como buceador de garganta rojo, Gavia stellata) |

| |
| Lámina CXXXIV. Fig. 301: El frailecillo ártico (Mormon arcticus) (conocido como frailecillo atlántico, Fratercula arctica); fig. 302: La paloma de mar (Mergulus alle) |

| |
| Lámina CXLI. Fig. 307: El somormujo de cuello rojo (Podiceps rubricollis); fig. 308: El balancín (Hydroka carolinensis) |

|                       |
| «Moluscos.» Lámina 13 |

|                       |
| «Moluscos.» Lámina 18 |

|                       |
| «Moluscos.» Lámina 20 |

|                       |
| «Moluscos.» Lámina 53 |

|                                   |
| «Crustáceos.» Lámina 13: Langosta |